# Saint-Pierre-de-l'Isle
Saint-Pierre-de-l'Île är en kommun i departementet Charente-Maritime i regionen Nouvelle-Aquitaine i västra Frankrike. Kommunen ligger  i kantonen Loulay som ligger i arrondissementet Saint-Jean-d'Angély. År 2022 hade Saint-Pierre-de-l'Île 268 invånare.
Kommunen hette ursprungligen Saint-Pierre-de-l'Île, men den 8 juli 2010 godkände Frankrikes premiärminister ändringen av namnet till Saint-Pierre-de-l'Isle. Namnbytet trädde i kraft den 1 januari 2011.

## Befolkningsutveckling
Antalet invånare i kommunen Saint-Pierre-de-l'Île
Referens:INSEE